# Prix Wynne
Le prix Wynne est un prix australien de peinture de paysage ou de sculpture de figure. Créé en 1897 à partir du legs de Richard Wynne, il est l'un des plus anciens prix d'art d'Australie.
Il est décerné chaque année pour récompenser « la meilleure peinture de paysage de paysages australiens à l'huile ou à l'aquarelle ou pour la meilleure sculpture de figures d'un artiste australien achevée au cours des douze mois précédant la date de clôture ».
Il a récompensé les plus grands peintres du pays, parmi lesquels Arthur Streeton, William Dobell, Hans Heysen (en), Lloyd Rees, Fred Williams, William Robinson (en), Eric Smith, Sali Herman.
En 2010, le prix décerné est de 25 000 dollars australiens, mais le tableau du lauréat Sam Leach (en), se révèle plus tard être une copie fidèle du tableau des Bateliers amarrés au bord d'un lac italien du XVIIe siècle, d'Adam Pynacker. Des inquiétudes ont été exprimées quant au fait que le prix avait été attribué à un tableau qui ne remplissait pas les critères du prix. Néanmoins, les administrateurs de l'Art Gallery of New South Wales ont décidé que le prix serait maintenu.

## Lauréats
| Image | Titre                                             | Année   | Artiste                       | Technique                | Dimensions (cm) | Lieu de conservation            |
| ----- | ------------------------------------------------- | ------- | ----------------------------- | ------------------------ | --------------- | ------------------------------- |
|       | The Storm                                         | 1897    | Walter Withers                | huile sur toile          | 119.8 x 179.5   | Art Gallery of New South Wales  |
|       | Across the black soil plains                      | 1899    | George Washington Lambert     | huile sur toile          | 91.6 x 305.5    | Art Gallery of New South Wales  |
|       | Still Autumn                                      | 1900    | Walter Withers                |                          |                 |                                 |
|       | Thunderstorm on the Darling                       | 1901    | William Piguenit (en)         |                          |                 |                                 |
|       | In Defence of the Flat                            | 1902    | James White (en)              |                          |                 |                                 |
|       | Glenora                                           | 1903    | Edward Cairns Officer         |                          |                 |                                 |
|       | Mystic Morn                                       | 1904    | Hans Heysen (en)              |                          |                 |                                 |
|       | A Blaze of Blue Noon                              | 1905    | Albert J. Hanson (en)         | aquarelle                |                 |                                 |
|       | The Golden Splendour of the Bush                  | 1906    | W. Lister Lister (en)         | huile sur toile          | 239.8 x 190.5   | Art Gallery of New South Wales  |
|       | Portrait, H. Garlick, Esq.                        | 1907    | G. W. L. Hirst                |                          |                 |                                 |
|       | Noontide, Burnside                                | 1908    | Will Ashton (en)              |                          |                 |                                 |
|       | Summer                                            | 1909    | Hans Heysen                   | aquarelle                |                 | Art Gallery of New South Wales  |
|       | Mid Song of Birds and Insects Murmuring           | 1910    | W. Lister Lister              |                          |                 |                                 |
|       | Hauling Timber                                    | 1911    | Hans Heysen                   | huile sur toile          | 102.0 x 135.0   | Art Gallery of New South Wales  |
|       | Sydney Harbour, Overlooking Taylors Bay           | 1912    | W. Lister Lister              |                          |                 |                                 |
|       | Federal Capital Site                              | 1913    | W. Lister Lister              | huile sur toile          | 159.0 x 284.0   | Historical Memorials Collection |
|       | Landscape                                         | 1914    | Penleigh Boyd (en)            |                          |                 |                                 |
|       | Knowledge, Fine Art and Commerce                  | 1915    | John Christie Wright (en)     |                          |                 |                                 |
|       | Morning Light                                     | 1916    | Elioth Gruner (en)            | huile sur toile          | 51.7 x 56.9     | Art Gallery of New South Wales  |
|       | The Wind-swept Marsh Lands                        | 1917    | W. Lister Lister              |                          |                 |                                 |
|       | The Grey Road                                     | 1918    | William Beckwith McInnes (en) | huile sur toile          | 123.2 x 154.6   | Art Gallery of New South Wales  |
|       | Spring Frost                                      | 1919    | Elioth Gruner                 | huile sur toile          | 157.5 x 206.3   | Art Gallery of New South Wales  |
|       | The Toilers                                       | 1920    | Hans Heysen                   | aquarelle                | 73.0 x 86.0     | Art Gallery of South Australia  |
|       | Valley of the Tweed                               | 1921    | Elioth Gruner                 | huile sur toile          | 142.2 x 172.7   | Art Gallery of New South Wales  |
|       | The Quarry                                        | 1922    | Hans Heysen                   | aquarelle                | 51.0 x 66.7     | Art Gallery of New South Wales  |
|       | Head of an Old Man                                | 1923    | G. W. L. Hirst                |                          |                 |                                 |
|       | An Afternoon in Autumn                            | 1924    | Hans Heysen                   |                          |                 |                                 |
|       | A Bush Track                                      | 1925    | W. Lister Lister              |                          |                 |                                 |
|       | The Farmyard, Frosty Morning                      | 1926    | Hans Heysen                   |                          |                 |                                 |
|       | Head                                              | 1927    | Rayner Hoff (en)              |                          |                 |                                 |
|       | Afternoon Light, Goulburn Valley                  | 1928    | Arthur Streeton               | huile sur toile          | 51.0 x 76.0     | Galerie nationale d'Australie   |
|       | On the Murrumbidgee                               | 1929    | Elioth Gruner                 | huile sur toile          | 101.6 x 123.2   | Art Gallery of New South Wales  |
|       | Kosciusko                                         | 1930    | Will Ashton                   |                          |                 |                                 |
|       | Red Gums of the Far North                         | 1931    | Hans Heysen                   |                          |                 |                                 |
|       | Youth                                             | 1932    | Lyndon Dadswell               |                          |                 |                                 |
|       | Still Autumn                                      | 1933    | Walter Withers                |                          |                 |                                 |
|       | Murrumbidgee Ranges, Canberra                     | 1934    | Elioth Gruner                 | huile sur toile          | 51.6 x 89.0     | Galerie nationale d'Australie   |
|       | Winter Morning                                    | 1935    | James Muir Auld (en)          | huile sur toile          | 41.3 x 46.3     | Art Gallery of New South Wales  |
|       | Landscape                                         | 1936    | Elioth Gruner                 |                          |                 |                                 |
|       | Weetangera, Canberra                              | 1937    | Elioth Gruner                 | huile sur toile          | 88 x 100.9      | Art Gallery of New South Wales  |
|       | The Approaching Storm                             | 1938    | Sydney Long (en)              |                          |                 |                                 |
|       | Morning Light, Middle Harbour                     | 1939    | Will Ashton                   |                          |                 |                                 |
|       | The Lake, Narrabeen                               | 1940    | Sydney Long                   |                          |                 |                                 |
|       | Valley Farms                                      | 1941    | Lorna Muir Nimmo              |                          |                 |                                 |
|       | Backyards                                         | 1942    | Douglas Watson                |                          |                 |                                 |
|       | The Hilltop                                       | 1943    | Douglas Dundas                |                          |                 |                                 |
|       | McElhone Stairs                                   | 1944    | Sali Herman                   |                          |                 |                                 |
|       | Old Grain Stores, Greenaugh, W. A.                | 1945    | Douglas Watson                |                          |                 |                                 |
|       | January Weather                                   | 1946    | Lance Solomon                 |                          |                 |                                 |
|       | Sofala                                            | 1947    | Russell Drysdale              | huile sur toile          | 71.7 × 93.1     | Art Gallery of New South Wales  |
|       | Storm Approaching Wangi                           | 1948    | William Dobell                | huile sur carton         | 32.5 × 55.5     |                                 |
|       | Two Rivers                                        | 1949    | George Lawrence (en)          |                          |                 |                                 |
|       | The Harbour from McMahon's Point                  | 1950    | Lloyd Rees                    |                          |                 |                                 |
|       | Never Never Creek, Gleniffer                      | 1951    | Charles Meere (en)            |                          |                 |                                 |
|       | Summer at Kanmantoo                               | 1952    | Charles Bush                  |                          |                 |                                 |
|       | The River Bend                                    | 1953    | Lance Solomon                 |                          |                 |                                 |
|       | Cooktown                                          | 1954    | Arthur Evan Reed              |                          |                 |                                 |
|       | Townsville Waterfront                             | 1955    | Charles Bush                  |                          |                 |                                 |
|       | The Chicory Kiln, Phillip Island                  | 1956    | L. Scott Pendlebury (en)      |                          |                 |                                 |
|       | Constitution Dock, Hobart                         | 1957    | L. Scott Pendlebury           |                          |                 |                                 |
|       | The Cliff                                         | 1958    | Ronald Steuart (en)           |                          |                 |                                 |
|       | Harbour Cruise                                    | 1959    | Reinis Zusters                |                          |                 |                                 |
|       | Dairy Farm, Victoria                              | 1960    | John Perceval                 |                          |                 |                                 |
|       | Landscape, Hill End                               | 1961    | David Edgar Strachan (en)     |                          |                 |                                 |
|       | The Devil's Bridge, Rottnest                      | 1962    | Sali Herman                   |                          |                 |                                 |
|       | Sandhills on the Darling                          | 1963    | Sam Fullbrook (en)            |                          |                 |                                 |
|       | Trees in a Landscape                              | 1964    | Sam Fullbrook (ex æquo)       |                          |                 |                                 |
|       | Landscape                                         | 1964    | David Strachan (ex æquo)      |                          |                 |                                 |
|       | The Red House                                     | 1965    | Sali Herman                   |                          |                 |                                 |
|       | Upwey Landscape V                                 | 1966    | Fred Williams                 |                          |                 |                                 |
|       | Ravenswood I                                      | 1967    | Sali Herman                   |                          |                 |                                 |
|       | Road to Whistlewood                               | 1968    | L. Scott Pendlebury           |                          |                 |                                 |
|       | The Chasing Bird Landscape                        | 1969    | John Olsen                    |                          |                 |                                 |
|       | Redfern, Southern Portal                          | 1970    | Frederic Henry Bates          |                          |                 |                                 |
|       | Karri Country                                     | 1971    | Margaret Woodward             |                          |                 |                                 |
|       | Falling Bark                                      | 1972    | Eric Smith                    |                          |                 |                                 |
|       | Dry Landscape                                     | 1973    | Clem Millward                 |                          |                 |                                 |
|       | Redfern Landscape                                 | 1974    | Eric Smith                    |                          |                 |                                 |
|       | Murchison Sand Plain                              | 1975    | Robert Juniper (en)           |                          |                 |                                 |
|       | Mt Kosciusko                                      | 1976    | Fred Williams                 |                          |                 |                                 |
|       | The Jacaranda Tree (On Sydney Harbour)            | 1977    | Brett Whiteley                |                          |                 |                                 |
|       | Summer at Carcoar                                 | 1978    | Brett Whiteley                |                          |                 |                                 |
|       | Flood Creek                                       | 1979    | Robert Juniper                |                          |                 |                                 |
|       | A Waterfall (Strath Creek)                        | 1980    | William Delafield Cook        |                          |                 |                                 |
|       | Hills of Ravensdale                               | 1981    | David Voight                  |                          |                 |                                 |
|       | Morning on the Derwent                            | 1982    | Lloyd Rees                    |                          |                 |                                 |
|       | Life Along the Coast                              | 1983    | David Rankin (en)             |                          |                 |                                 |
|       | The South Coast After Rain                        | 1984    | Brett Whiteley                |                          |                 |                                 |
|       | The Road to Clarendon, Autumn                     | 1985    | John Olsen                    |                          |                 |                                 |
|       | Torso                                             | 1986    | Rosemary Madigan              |                          |                 |                                 |
|       | Landscape Painting II                             | 1987    | Ian Bettinson                 |                          |                 |                                 |
|       | Fire and Drought near Old Junee                   | 1988    | Elwyn Lynn (en)               |                          |                 |                                 |
|       | Landscape Painting IV                             | 1989    | Ian Bettinson                 |                          |                 |                                 |
|       | The Rainforest                                    | 1990    | William Robinson (en)         |                          |                 |                                 |
|       | Maschera Femina                                   | 1991–92 | Peter Schipperheyn            |                          |                 |                                 |
|       | Open Cut                                          | 1993    | George Gittoes (en)           |                          |                 |                                 |
|       | Waratahs Wedderburn Series                        | 1994    | Suzanne Archer                |                          |                 |                                 |
|       | Season of Drought                                 | 1995    | David Aspden                  |                          |                 |                                 |
|       | Creation Landscape Earth and Sea                  | 1996    | William Robinson              |                          |                 |                                 |
|       | Nandi Moon                                        | 1997    | John Peart (en)               |                          |                 |                                 |
|       | Yellow Sound                                      | 1998    | Ann Thomson (en)              |                          |                 |                                 |
|       | Leaves                                            | 1999    | Gloria Petyarre (en)          |                          |                 |                                 |
|       | Thong Totems                                      | 2000    | John Dahlsen (en)             |                          |                 |                                 |
|       | Piatra                                            | 2001    | Aida Tomescu (en)             |                          |                 |                                 |
|       | Remembering Rain                                  | 2002    | Angus Nivison                 |                          |                 |                                 |
|       | Seated Figure                                     | 2003    | Tim Kyle                      |                          |                 |                                 |
|       | Untitled                                          | 2004    | George Ward Tjungurrayi       |                          |                 |                                 |
|       | The Road to Utopia                                | 2005    | Jenny Sages (en)              |                          |                 |                                 |
|       | The Gap                                           | 2006    | John Beard (en)               |                          |                 |                                 |
|       | Winter Nocturne IV                                | 2007    | Philip Wolfhagen              |                          |                 |                                 |
|       | The River is Calm                                 | 2008    | Joanne Currie Nalingu         |                          |                 |                                 |
|       | The Amorphous Ones (The Vast Colony of Our Being) | 2009    | Lionel Bawden (en)            |                          |                 |                                 |
|       | Proposal for Landscaped Cosmos                    | 2010    | Sam Leach (en)                | huile et résine sur bois | 30 × 30         |                                 |
|       | Co-Isolated Slave                                 | 2011    | Richard J. Goodwin (en)       |                          |                 |                                 |
|       | Waterfall (After Williams)                        | 2012    | Imants Tillers (en)           |                          |                 |                                 |
|       | Namatjira                                         | 2013    | Imants Tillers                |                          |                 |                                 |
|       | Oceania High Low                                  | 2014    | Michael Johnson               |                          |                 |                                 |
|       | Biophilia                                         | 2015    | Natasha Bieniek               |                          |                 |                                 |
|       | Seven Sisters                                     | 2016    | Ken Family Collaborative      |                          |                 |                                 |
|       | Antara                                            | 2017    | Betty Kuntiwa Pumani (en)     |                          |                 |                                 |
|       | Untitled                                          | 2018    | Yukultji Napangati (en)       | acrylique sur lin        | 244.5 x 183     |                                 |
|       | Seven sisters                                     | 2019    | Sylvia Ken                    | acrylique sur lin        | 200 x 240       |                                 |
|       | Tjoritja                                          | 2020    | Hubert Pareroultja            | acrylique sur toile      | 183 x 244       |                                 |